# Phân họ Cu li
Phân họ Cu li (danh pháp khoa học: Lorinae) là một phân họ trong họ Cu li (Lorisidae) của phân bộ Linh trưởng mũi cong (Strepsirrhini). Tên gọi chung của chúng là cu li. Tuy nhiên, ở một số địa phương người ta còn gọi nó là khỉ gió, cù lần, con xấu hổ.

## Phân loại học
- Họ Lorisidae: Họ Cu li
  - Phân họ Perodicticinae: Phân họ Vượn cáo Tây Phi
  - Phân họ Lorinae
    - Chi Loris
      - Cu li thon xám, Loris lydekkerianus
        - Cu li thon cao nguyên, Loris lydekkerianus grandis
        - Cu li thon Mysore, Loris lydekkerianus lydekkerianus
        - Cu li thon Malabar, Loris lydekkerianus malabaricus
        - Cu li thon phương bắc, Loris lydekkerianus nordicus

      - Cu li thon đỏ, cu li nhỡ Loris tardigradus
        - Cu li thon vùng khô, Loris tardigradus tardigradus
        - Cu li thon đồng bằng Horton, Loris tardigradus nyctoceboides

    - Chi Nycticebus
      - Cu li Sunda, cu li lớn Nycticebus coucang
      - Cu li chậm Bengal, cu li lớn Nycticebus bengalensis
      - Cu li chậm lùn, cu li nhỏ Nycticebus pygmaeus (Nycticebus intermedius)

Tại Việt Nam có sự tồn tại của các loài trong chi Nycticebus với tên gọi là cu li lớn và cu li nhỏ.

## Hình ảnh

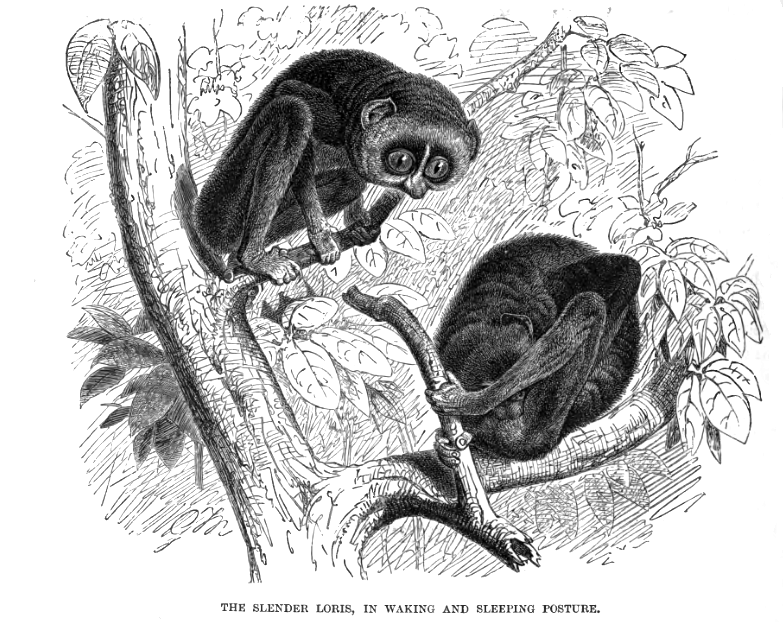
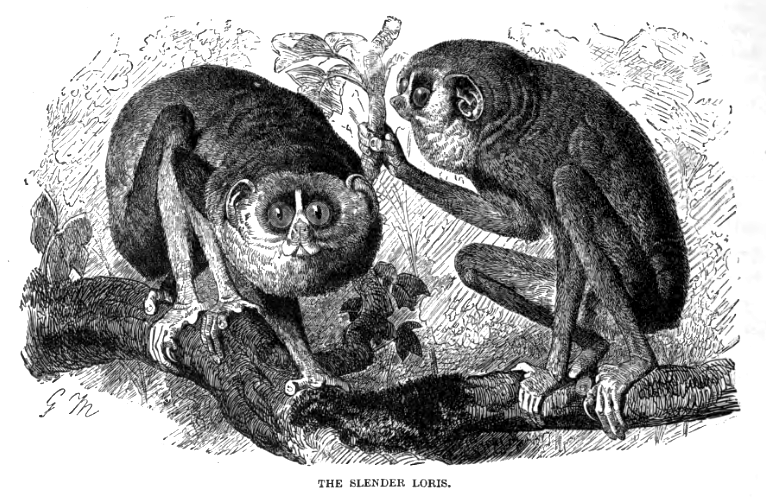
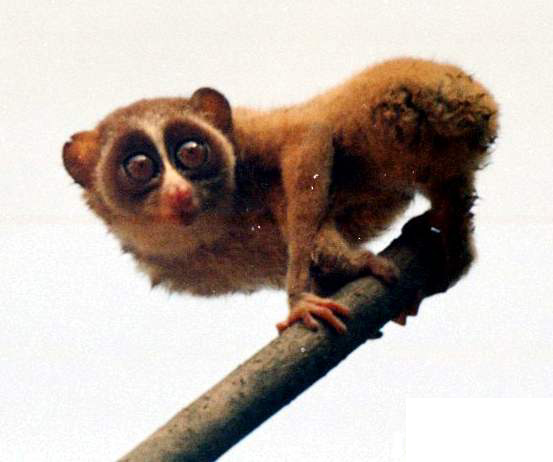